# Murugadde, Koppa
Murugadde là một làng thuộc tehsil Koppa, huyện Chikmagalur, bang Karnataka, Ấn Độ.